# Березовська сільська рада (Притобольний район)
Бере́зовська сільська рада (рос. Берёзовский сельский совет) — сільське поселення у складі Притобольного району Курганської області Росії.
Адміністративний центр — село Верхньоберезово.
Населення сільського поселення становить 509 осіб (2021; 677 у 2010, 903 у 2002).

## Склад
До складу сільського поселення входять:
| Населений пункт          | Населення, осіб (2002) | Населення, осіб (2010) |
| ------------------------ | ---------------------- | ---------------------- |
| Верхньоберезово, село    | 406                    | 329                    |
| Водний, селище           | 232                    | 196                    |
| Нижньоберезово, присілок | 161                    | 85                     |
| Підгорна, присілок       | 104                    | 67                     |